# Hanthó Lajos
Hanthó Lajos (Kapi, Győr megye, 1834. április 4. – Arad, 1901. március 4.) főreáliskolai igazgató.

## Élete
Kapiban született, ahol atyja regalebérlő volt; a gimnáziumot Győrött a bencéseknél, a bölcseletet Sopronban végezte. Tanult egy évig teológiát, majd természeti s jogi tudományokat Pesten. 1862. április 2-án tanári vizsgát tett az evangélikus bányakerületi szuperintendenciának vizsgáló bizottsága előtt és 1865-ben a pesti egyetemen a bölcselet, történelem és földrajzból. 1853. szeptember 15-től 1865. október 12-ig az evangélikus iskoláknál szolgált Pesten és Sárszentlőrincen. 1865-től a lőcsei evangélikus főgimnáziumban tanította a magyar nyelvet; 1870-ben, mikor a lőcsei állami főreáliskola létesült, annak ideiglenes igazgatója lett. 1873-ban véglegesítették és azon év augusztus 14-én áthelyezték a temesvári állami főreáliskolához, 1877-ben pedig mint rendelkezés alatt levő igazgató az aradihoz helyezték át tanárnak, ahol a bölcseletet, földrajzot és történelmet tanította. 1883. szeptember 16-án az aradi líceumi tanári kar harmincéves tanári jubileumára ünnepélyt rendezett és nevére 100 forintos alapítványt tett, a földrajz és történelemből legjobb tanulónak évenként való megjutalmazására.
Programmértekezései a lőcsei evangélikus főgimnázium Értesítőjében (1868. Közlemények a Pribitzer codexből, 1870. Dömötör György elegiája, 1871., 1873. Gosnowitzer Mátyás leveles könyve, Törökkori levelek a kassai gr. Csáky-féle levéltárból), a temesvári magyar királyi állami főreáliskola Értesítőjében (1877. A reáliskolai rendtartásról); cikkek a Századokban (1869–70.), a Honvédben (1870. 5., 6. sz. A miriszlói harcz), a Kritikai lapokban (1878. Hunfalvy Pál), az Ország Tükrében, a Zipser Anzeigerben, a Gazdasági Lapokban, az Egyetértésben (1880–1882.) sat.

## Munkái
- Magyarország történelme. Írta Dierner, újra szerkeszté... Pest, 1861. (3. kiadás; 4. k. 1863., 5. k. 1867. Az első két kiadás Dierner életében jelent meg).
- A tarka könyv. Hoffmann Ferencz után ford. Pest, 1862.
- A mezei gazda barátjai, dr. Gloger után. Pest, 1865. (Különnyomat a Gazdasági Lapokból).
- A magyar birodalom leírása. Írta Dierner, újra szerkeszté... Pest, 1864. (5. k. Pest, 1866.)
- A keresztény vallás és egyház történelmének tankönyve. Dierner Endre után ford. Pest, 1866. (2. kiadás).
- Az ifjú Anacharsis utazása Görögországban a Kr. e. IV. század közepén. Az érettebb ifjúság számára. Barthélémy után szerk. Pest, 1866.
- Történelmi csarnok. Érdekes és tanulságos élet-, kor- és jellemrajzok gyűjteménye. Szerk. Pest, 1867.
- Olvasókönyv a hazai történelmet tárgyazó összes tankönyvekhez. Temesvár, 1874.
- A cserkésző. Elbeszélések az amerikai életből. Az ifjúság számára Ferry után átdolgozta Hoffmann Gyula, ford... Bpest. 1875. Két kötet.

Szerkesztette az Ismerettár a magyar nép számára I-VI. kötetét (A-K betűk czikkeit, névtelenül; kiadta Heckenast Gusztáv Pesten, 1858–62.)

## Jegyei
- -ó -s. (1860–70. a Gazdasági Lapokban, Ország Tükrében és a Honvédben).